# FrostWire
FrostWire（フロストワイヤー）は、ファイルを共有する完全無料P2Pソフト。LimeWireグヌーテラプロトコルの原理に基づいて、LimeWireの性能のそれに似ている。
主に映画、音楽、ソフトウェアなどファイルをダウンロードやファイル交換を使っている。